# Важка атлетика на літніх Олімпійських іграх 1992
Змагання з важкої атлетики на літніх Олімпійських іграх 1992 тривали з 26 липня до 4 серпня в Павільйоні промисловості Іспанії. Змагалися лише чоловіки. Розіграно 10 комплектів нагород.

## Медальний залік
| Дисципліни   | Золото                                      | Срібло                                    | Бронза                        |
| ------------ | ------------------------------------------- | ----------------------------------------- | ----------------------------- |
| До 52 кг     | Іван Іванов · Болгарія                      | Лінь Цішен · Китай                        | Траян Чихарян · Румунія       |
| До 56 кг     | Чон Бьон Гван · Південна Корея              | Лю Шоубінь · Китай                        | Ло Цзяньмін · Китай           |
| До 60 кг     | Наїм Сулейманоглу · Туреччина               | Ніколай Пешалов · Болгарія                | Хе Їнцян · Китай              |
| До 67,5 кг   | Ісраел Мілітосян · Об'єднана команда · ()   | Йото Йотов · Болгарія                     | Андреас Бем · Німеччина       |
| До 75 кг     | Тудор Касапу · Об'єднана команда · ()       | Пабло Лара · Куба                         | Кім Мьоннам · КНДР            |
| До 82,5 кг   | Піррос Дімас · Греція                       | Кшиштоф Семьон · Польща                   | не нагороджували              |
| До 90 кг     | Кахі Кахіашвілі · Об'єднана команда · ()    | Сергій Сирцов · Об'єднана команда · ()    | Серґіуш Волчанецький · Польща |
| До 100 кг    | Віктор Трегубов · Об'єднана команда · ()    | Тимур Таймазов · Об'єднана команда · ()   | Вальдемар Маляк · Польща      |
| До 110 кг    | Ронні Веллер · Німеччина                    | Артур Акоєв · Об'єднана команда · ()      | Стефан Ботев · Болгарія       |
| Понад 110 кг | Олександр Курлович · Об'єднана команда · () | Леонід Тараненко · Об'єднана команда · () | Манфред Нерлінґер · Німеччина |

## Таблиця медалей
| Місце               | Країна                  | Золото | Срібло | Бронза | Загалом |
| ------------------- | ----------------------- | ------ | ------ | ------ | ------- |
| 1                   | Об'єднана команда (EUN) | 5      | 4      | 0      | 9       |
| 2                   | Болгарія (BUL)          | 1      | 2      | 1      | 4       |
| 3                   | Німеччина (GER)         | 1      | 0      | 2      | 3       |
| 4                   | Греція (GRE)            | 1      | 0      | 0      | 1       |
| 4                   | Південна Корея (KOR)    | 1      | 0      | 0      | 1       |
| 4                   | Туреччина (TUR)         | 1      | 0      | 0      | 1       |
| 7                   | Китай (CHN)             | 0      | 2      | 2      | 4       |
| 8                   | Польща (POL)            | 0      | 1      | 2      | 3       |
| 9                   | Куба (CUB)              | 0      | 1      | 0      | 1       |
| 10                  | Північна Корея (PRK)    | 0      | 0      | 1      | 1       |
| 10                  | Румунія (ROU)           | 0      | 0      | 1      | 1       |
| Загалом (11 збірна) | Загалом (11 збірна)     | 10     | 10     | 9      | 29      |